# 11-M, para que nadie lo olvide
11-M, para que nadie lo olvide es una miniserie de televisión española de drama, historia y suspense, emitida por Telecinco desde el 4 de julio de 2011 hasta el 6 de julio de 2011, que narra cómo se fraguó el mayor ataque terrorista que ha sufrido España: los atentados del 11 de marzo de 2004. Está basada exclusivamente en los hechos probados por la sentencia de la Audiencia Nacional y el fallo del Tribunal Supremo. ¿Cómo entraron en contacto los distintos miembros de la célula terrorista? ¿Cómo consiguieron el explosivo para fabricar las bombas? ¿Cómo se organizaron para llevar a cabo el atentado? ¿Cómo introdujeron las mochilas cargadas de explosivos en los trenes? Estos son algunos de los interrogantes a los que dará respuesta 11-M, para que nadie lo olvide.

## Sinopsis
La acción de '11-M, para que nadie lo olvide' comienza el 3 de abril de 2004, cuando siete terroristas cercados por la policía se inmolan en un piso de la localidad madrileña de Leganés provocando una fuerte explosión que destruye el edificio, que se cobra la vida del subinspector del GEO encargado del operativo de asalto. Según las conclusiones policiales, los suicidas formaban parte de una célula terrorista que tres semanas antes, el 11 de marzo, logró detonar diez bombas en cuatro trenes.

Tras un flashback que sitúa al espectador ocho meses antes, Jamal Ahmidan El Chino (Abdelatif Hwidar) se encuentra con su mujer en Madrid después de cumplir condena en una cárcel marroquí. El individuo continúa siendo un delincuente común, pero parece llamado a realizar una "misión". En las mezquitas del barrio entra en contacto con El Tunecino (Kaabil S. Ettaquil), un licenciado en Económicas con apariencia de un chico estudioso y discreto. En él se esconde un fanático islamista dispuesto a poner en marcha la yihad más sangrienta. 

A continuación, Zoe Berriatúa (Génesis, Cuéntame, África) encarna a Emilio Suárez Trashorras, un buscavidas de 28 años. En Avilés lo conocen como El Minero, debido a su trabajo en la mina, del que se jubiló en 2002 alegando esquizofrenia. Vive del trapicheo y es confidente de la policía. Además, tiene un pacto con los vigilantes de la mina para que estos escamoteen de los controles la dinamita, que él luego guarda en un escondite. Un día, Rafa Zouhier (Paco Manzanedo) entra en contacto con El Chino, que le propone un intercambio de hachís por explosivos...

## Episodios
| #          | Fecha de emisión   | Duración   | Audiencia | Share |
| ---------- | ------------------ | ---------- | --------- | ----- |
| Episodio 1 | 4 de julio de 2011 | 80 minutos | 2.247.000 | 14.1% |
| Episodio 2 | 6 de julio de 2011 | 80 minutos | 2.044.000 | 13.2% |

## Reparto
- Abdelatif Hwidar: El Chino
- Zoe Berriatúa: Emilio Suárez Trashorras
- Kaabil: Sarhane Ben Abdelmajil Fahket 'El Tunecino'
- Abdelali El Aziz
- Carlos Rodríguez
- Younes Bachir: Alekema Lamari Yasin
- Alejandro Albarracín: Víctima
- Marta Codina
- Irene Arcos
- Mónica Rodríguez Caballero: Víctima
- Christian Esquivel
- Claudia Molina
- Nasser Saleh
- Ayoub El Hilali
- Karim Ait M'Hand
- Saad Taiser: Rachid Aglif 'El Conejo'
- Badareddine Bennaji
- Abderrafik Alquazizi
- Ahmed El Younoussi
- Mourad
- Samad Madkouri
- Oussama Rkjoik
- Juliana Sesmero

## Premios
- Premio Ondas: Mejor miniserie de TV (2011)